# Celebrity Cruises
Celebrity Cruises – armator i operator luksusowych statków rejsowych, założony w 1988 przez grecką Chandris Group, by obsługiwać rejsy na Bahamy. W 1997 Celebrity Cruises Ltd. połączyło się z Royal Caribbean International, tworząc Royal Caribbean Cruises Ltd. Siedziba Celebrity Cruises znajduje się w Miami. W latach 2007–2008 wszystkie statki należące do armatora zostały przemianowane - zyskały przedrostek Celebrity przed dotychczasowymi imionami.

## Flota

### Aktualna flota
| Statek                  | Rozpoczęcie służby dla Celebrity | Klasa      | Pojemność | Tonaż      | Bandera | Informacje dodatkowe                          |
| ----------------------- | -------------------------------- | ---------- | --------- | ---------- | ------- | --------------------------------------------- |
| Celebrity Century       | 1995                             | Century    | 1778      | 70,606 GT  | Malta   | wcześniej Century                             |
| Celebrity Mercury       | 1997                             | Century    | 1896      | 76,522 GT  | Malta   | wcześniej Mercury.                            |
| Celebrity Millennium    | 2000                             | Millennium | 2460      | 90,228 GT  | Malta   | wcześniej Millennium.                         |
| Celebrity Infinity      | 2001                             | Millennium | 2499      | 90,280 GT  | Malta   | wcześniej Infinity, przemianowany w 2007      |
| Celebrity Summit        | 2002                             | Millennium | 2499      | 90,280 GT  | Bahamy  | wcześniej Summit.                             |
| Celebrity Constellation | 2002                             | Millennium | 2038      | 90,280 GT  | Malta   | wcześniej Constellation, przemianowany w 2007 |
| Celebrity Xpedition     | 2004                             | Xpedition  | 96        | 2,329 GT   | Ekwador |                                               |
| Celebrity Solstice      | 2008                             | Solstice   | 2850      | 122,000 GT | Malta   |                                               |
| Celebrity Equinox       | 2009                             | Solstice   | 2850      | 122,000 GT | Malta   |                                               |
| Celebrity Eclipse       | 2010                             | Solstice   | 2850      | 122,000 GT | Malta   |                                               |

### Planowane jednostki
| Statek               | Planowana data wejścia do służby | Stocznia               | Planowana pojemność | Planowany tonaż | Planowana bandera |
| -------------------- | -------------------------------- | ---------------------- | ------------------- | --------------- | ----------------- |
| Celebrity Silhouette | 23 lipca 2011                    | Meyer Werft, Papenburg | 2850                | 122,000 GT      | Malta             |
| Celebrity Reflection | listopad 2012                    | Meyer Werft, Papenburg | 2850                | 122,000 GT      | Malta             |

### Statki niegdyś w służbie
| Statek           | Lata służby | Tonaż      | Status w roku 2009                                      |
| ---------------- | ----------- | ---------- | ------------------------------------------------------- |
| Meridian         | 1990—1997   | 30,440 GRT | Zatonął w cieśninie Malakka w 1999                      |
| Horizon          | 1990—2005   | 46,811 GT  | od 2005 jako Island Star pływa dla Island Cruises       |
| Zenith           | 1992—2007   | 47,255 GT  | od 2007 pływa dla Pullmantur Cruises                    |
| Celebrity Galaxy | 1996—2009   | 76,522 GT  | od maja 2009 ma pływać dla TUI Cruises jako Mein Schiff |